# Bevernelplatlijfje
Het bevernelplatlijfje (Depressaria pimpinellae) is een vlinder uit de familie van de grasmineermotten (Elachistidae). De wetenschappelijke naam werd in 1839 gepubliceerd door Philipp Christoph Zeller.
De soort komt voor in Europa.